# Hernán Quiñones Olarte
Hernán Quiñones Olarte (Chiquinquirá, Boyacá, 2 de octubre de 1908-Bogotá, 14 de diciembre de 1976) desempeñó altos cargos en la administración pública, como jefe nacional de seguridad, funcionario destacado en la Contraloría General de la República, en los ministerios de Gobierno, Justicia y Relaciones Exteriores; dependiendo de este último fue cónsul general de Colombia en la Havre, Francia, Cónsul general de Colombia en Guayaquil, Ecuador, ministro consejero en misión especial ante las Naciones Unidas] (enlace roto disponible en Internet Archive; véase el historial, la primera versión y la última). y gerente general de la Industria Licorera de Boyacá.

## Biografía
Nació en Chiquinquirá de Boyacá el 2 de octubre de 1908, siendo hijo de Domiciano Quiñones y de María Olarte, sus hermanos eran:  Maria del Carmen, Alfredo, Maria Cecilia, Domiciano (hijo), Ernesto, Miguel, Jacobo, Elva, Diego, Jaime, Miriam y Maria Leonor (única que sobrevive 01-06-2017). 
El doctor Quiñones Olarte cursó sus estudios secundarios y profesionales en el Colegio Mayor de Nuestra Señora del Rosario en  Santafé de Bogotá, el cual le otorgó los títulos de bachiller en Filosofía y Letras y doctor en Ciencias Jurídicas y Políticas, y realizó en La Sorbona de París un posgrado en Derecho Administrativo.
Estaba casado con doña Soledad Mera de Quiñones, y son sus hijos Benjamín, Gladys, María Teresa, Elizabeth y Luz Marina.
Murió a los 68 años de edad, el 14 de diciembre en la ciudad de Bogotá.